# Greve geral na Catalunha em 2017

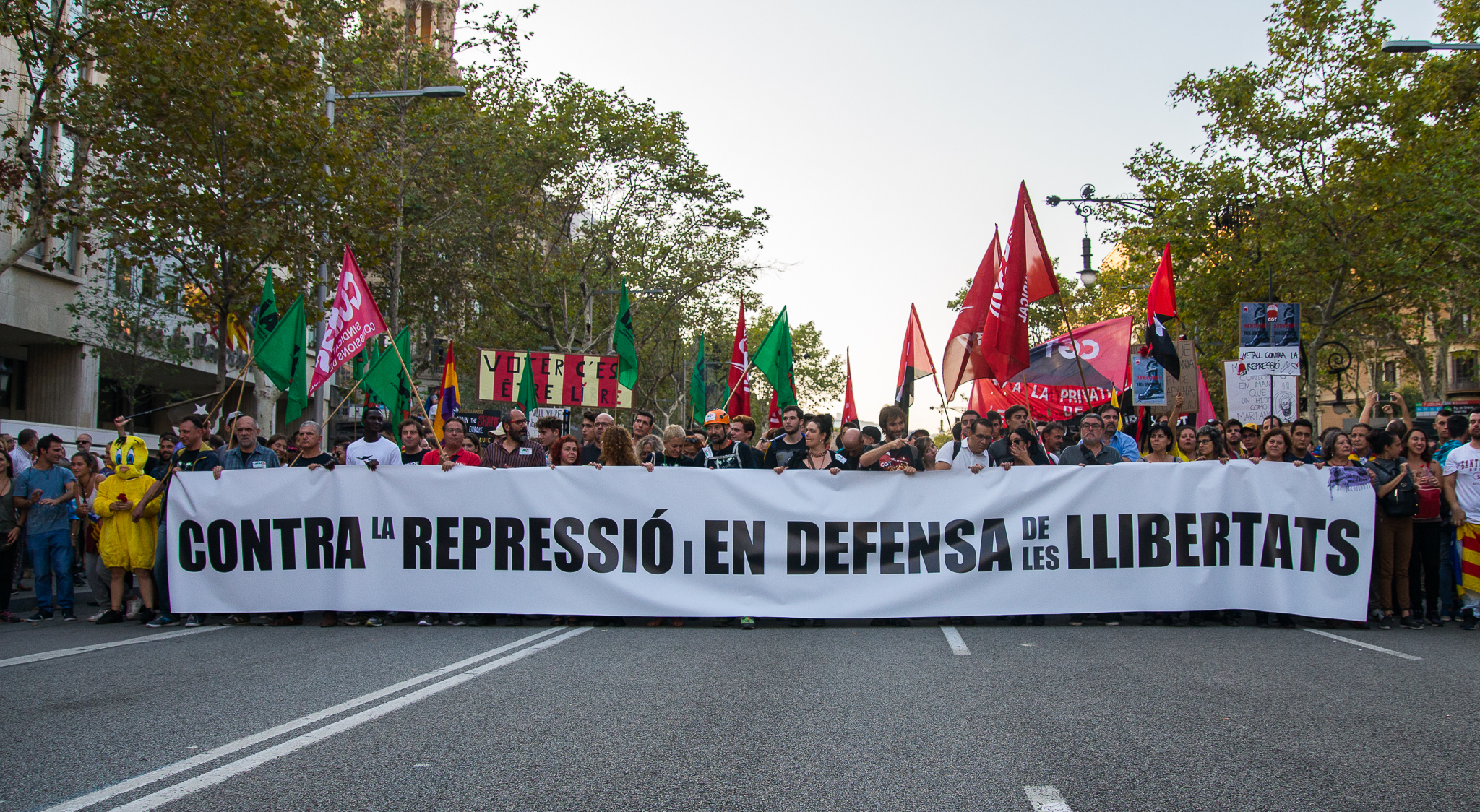
Manifestantes seguram um cartaz onde está escrito em catalão: "Contra a repressão, em defesa das liberdades"

A Greve geral na Catalunha em 2017 foi uma greve geral organizada por separatistas catalães, sindicatos e grupos culturais em 3 de outubro de 2017, após o referendo sobre a independência da Catalunha ter sido realizado dois dias antes. O referendo, que foi realizado em desafio às ordens dos tribunais nacionais da Espanha, foi sujeito a violentas repressões onde a polícia militar espanhola tentou impedir os catalães de votar, o que feriu mais de 900 pessoas e levou ao apoio separatista de uma greve geral. Os sindicatos menores planejaram inicialmente a greve antes do referendo, mas a violência policial levou a um apoio generalizado, incluindo o governo da Catalunha, os dois principais sindicatos da Espanha e os grupos pró-independência. Na época da greve, a Catalunha representava um quinto do produto interno bruto espanhol, comparável em tamanho à economia do Chile.
Centenas de milhares de manifestantes participaram da greve, incluindo 700 000 em Barcelona, de acordo com a polícia da cidade. Agricultores, trabalhadores portuários e bombeiros protestaram. A polícia da Espanha e os sítios do governo espanhol foram locais de foco de protestos dentro e fora de Barcelona. O transporte público e a atividade portuária foram suspensos, aulas universitárias foram canceladas e empresas pequenas e grandes foram fechadas. Alguns manifestantes usaram bandeiras separatistas catalãs.
Os efeitos imediatos da greve incluíram uma reunião de emergência convocada pelo Ministério do Interior da Espanha e um raro discurso televisionado do rei espanhol Filipe VI, que condenou energicamente os líderes catalães por deslealdade e não mencionou a violência policial durante o referendo. O presidente catalão Carles Puigdemont anunciou que o governo da Catalunha declararia independência unilateralmente dentro de uma semana após o resultado do referendo. Outro sindicato convocou uma greve geral de apoio uma semana depois, de 10 a 16 de outubro, aguardando respostas do governo, mas os organizadores da manifestação de 3 de outubro não anunciaram se participarão.